# Manjimup Shire
Manjimup Shire är en kommun i Western Australia, Australien. Kommunen, som är belägen 320 kilometer söder om Perth, i regionen South West, har en yta på 7 027 kvadratkilometer, och en folkmängd, enligt 2011 års folkräkning, på 9 183. Huvudort är Manjimup.